# ドロットニングホルム宮殿
ドロットニングホルム宮殿（スウェーデン語: Drottningholms slott）は、スウェーデン・ストックホルム郊外のローベン島にある離宮である。この宮殿は、スウェーデン王カール11世の母后ヘトヴィヒ・エレオノーラの命令によって1662年に建設が始められ、庭園にバロック様式を採用して1686年に完成した。
「ドロットニングホルム」はスウェーデン語で「王妃の小島」を意味する。「北欧のヴェルサイユ宮殿」の勇名を馳せる。王家の住居を除いて一般に公開されており、観光地としても有名である。毎年夏には、観光客用に演劇やオペラが上演される。

## 歴史
この宮殿は、1744年に結婚したホルシュタイン＝ゴットルプ家のアドルフ・フレドリクとプロイセン王女ロヴィーサ・ウルリカに結婚祝いとして、当時のスウェーデン国王フレドリク1世からプレゼントされた。この時、スウェーデン・バロック音楽の作曲家ユーハン・ヘルミク・ルーマンが「ドロットニングホルムの音楽」を作曲し、祝典を盛り上げた。
ロヴィーサ・ウルリカは啓蒙主義思想を持つ優れた才女で、彼女の手によってドロットニングホルム宮殿はさらなる発展を遂げる。この時代にギャラリーや図書館、劇場が増築され、スウェーデンにおける啓蒙時代を作り上げた。
ロヴィーサ・ウルリカの息子で1771年に国王となったグスタフ3世もドロットニングホルム宮殿を愛し、華やかな文化活動が行われた。グスタフ3世が毎年この宮殿で演劇や舞踏会などを催した当時のスウェーデンは、「ロココの時代」と呼ばれている。
ドロットニングホルム宮殿はグスタフ3世の死後、次第に使用されることがなくなったが、そのために王領地の自然は保たれた。1982年には、現国王カール16世グスタフがストックホルム旧市街の王宮から環境のよいこの地に王家の住居を移した。1991年には、ドロットニングホルム宮殿を含む王領地がユネスコの世界遺産に登録された。

## 世界遺産

### 登録基準
この世界遺産は世界遺産登録基準のうち、以下の条件を満たし、登録された（以下の基準は世界遺産センター公表の登録基準からの翻訳、引用である）。
- (4) 人類の歴史上重要な時代を例証する建築様式、建築物群、技術の集積または景観の優れた例。